# Dodô (ur. 1974)
Dodô, właśc. Ricardo Lucas Figueredo Monte Raso (ur. 2 maja 1974 w São Paulo) – brazylijski piłkarz, występujący na pozycji napastnika. Obecnie występuje w Americanie Futebol.

## Kariera klubowa
Dodô rozpoczął piłkarską karierę w Nacionalu São Paulo w 1992 roku. W latach 1994–1995 grał we Fluminense Rio de Janeiro. Przełomem w jego karierze był transfer do São Paulo FC. W São Paulo 12 października 1995 w przegranym 0-2 meczu z Botafogo FR Dodô zadebiutował w I lidze. Pierwszą część 1996 roku spędził na wypożyczeniu w Paranie. Pierwszą bramkę w lidze Dodô strzelił 10 lipca 1997 w zremisowanym 1-1 meczu z Bragantino Bragança Paulista. Z São Paulo zdobył mistrzostwo stanu São Paulo – Campeonato Paulista w 1998 roku.
Kolejny klubami w karierze Dodô były Santos FC (1999–2001), Botafogo FR (2001–2002) oraz SE Palmeiras (2002–2003), nie odniósł jednak w nich sukcesów. W 2003 roku Dodô zdecydował się na zagraniczny transfer do koreańskiego Ulsan Hyundai Horang-i. Później przeniósł się do japońskiej Oity Trinita. Po powrocie do Brazylii w 2005 został zawodnikiem klubu Goiás Goiânia. Pierwszą połowę 2006 roku występował w Botafogo FR. Z Botafogo zdobył mistrzostwo stanu Rio de Janeiro – Campeonato Carioca i został królem strzelców tych rozgrywek. Drugą połowę 2006 spędził w Zjednoczonych Emiratach Arabskich w klubie Al Ain.
Po powrocie do ojczyzny Dodô był zawodnikiem Botafogo i Fluminense FC. 23 sierpnia 2008 w zremisowanym 1-1 meczu Fluminense ze Sportem Recife Dodô ostatni raz wystąpił w I lidze. Ogółem w I lidze brazylijskiej rozegrał 192 spotkaniu, w których strzelił 96 bramek. 11 września 2008 Dodô został złapany na stosowaniu dopingu przed rokiem, za co został ukarany dwuletnią dyskwalifikacją.
Na boisko wrócił w styczniu 2010 w CR Vasco da Gama. W latach 2010–2011 był zawodnikiem drugoligowej Portuguesy São Paulo. Od 27 kwietnia 2011 gra w drugoligowej Americanie.

## Kariera reprezentacyjna
Dodô za sobą występy w reprezentacji Brazylii, w której zadebiutował 10 sierpnia 1997 w towarzyskim meczu z reprezentacją Korei Południowej. W swoim trzecim meczu w reprezentacji w spotkaniu z Ekwadorem zdobył swoje jedyne bramki w kadrze.
Ostatni w reprezentacji Dodô wystąpił 11 listopada 1997 w towarzyskim meczu z reprezentacją Walii. Ogółem w wystąpił w barwach canarinhos w 5 meczach i strzelił 2 bramki.